# Pélagianisme

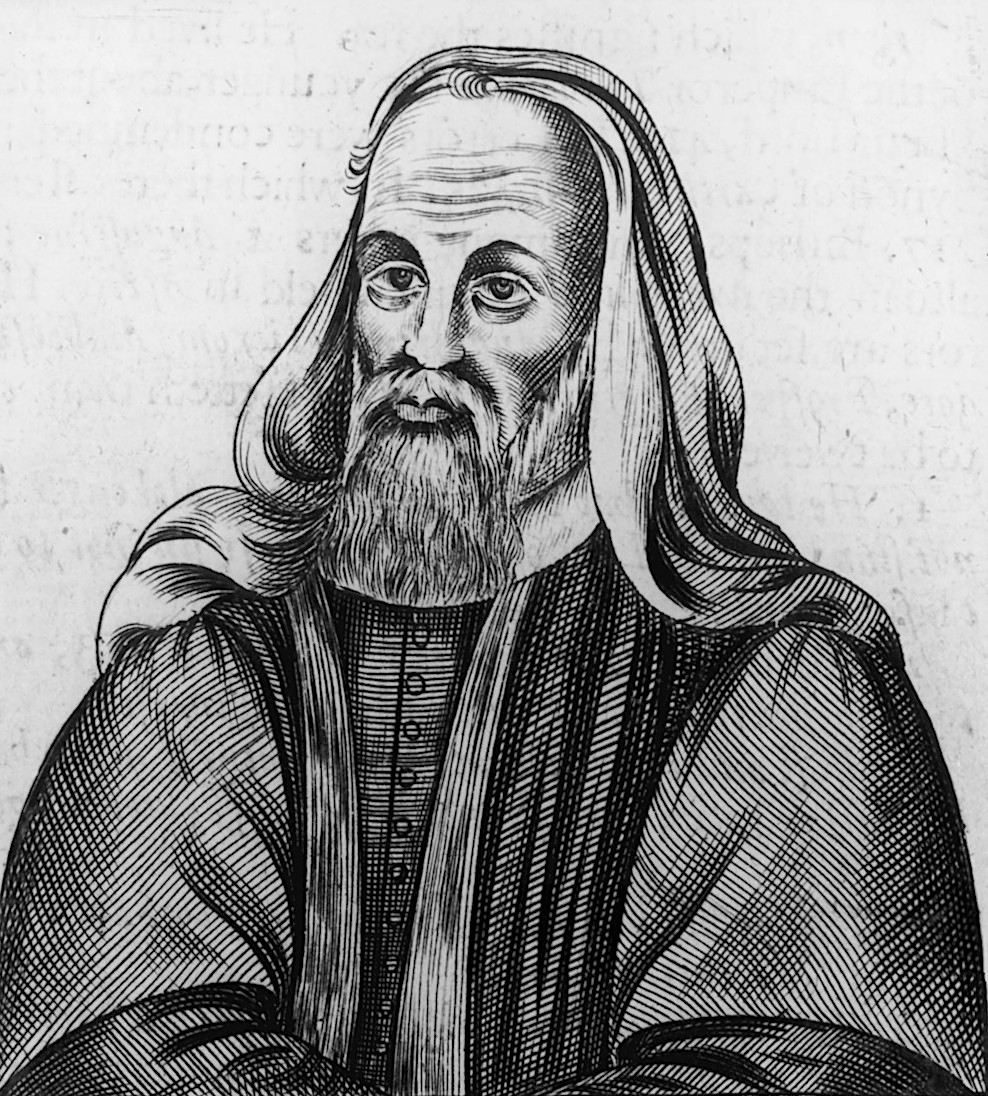
Pélage.

Le pélagianisme est une doctrine développée à partir de la deuxième moitié du IVe siècle par l'ascète breton Pélage, Célestius, Julien d'Éclane et leurs disciples, caractérisée par l'insistance sur le libre arbitre de l'homme.
Le pélagianisme, professant que la liberté règle les rapports entre l'homme et Dieu, s'attire l'opposition de l'épiscopat africain marqué par l'idée de la grâce d'Augustin d'Hippone, qui obtient la condamnation de ce courant par l’empereur Honorius, puis par le 16e concile de Carthage en 418, avec l'approbation du pape Zosime.
Deuxième doctrine chrétienne combattue par Augustin après le donatisme, c'est par abus de langage qu'elle fut qualifiée d'hérésie, puisqu'elle est antérieure à la formulation orthodoxe qu'elle permit d'établir. Il ne peut en effet y avoir hérésie que par rapport à une orthodoxie antérieurement formulée dogmatiquement par l'autorité d'un ou de plusieurs conciles et sanctionnée par l'autorité du Pape.
Cette doctrine religieuse naturaliste et rationaliste peut être rapprochée de la doctrine de la grâce chez Abélard.

## Doctrine
Établi à Rome et devenu le maître spirituel d'un groupe d’aristocrates, Pélage enseigne qu'il est possible de choisir le bien et de vivre sans péché, de suivre les commandements de Dieu en exaltant la primauté et l'efficacité de l'effort personnel dans la pratique de la vertu.
Pélage, en fait influencé par un ouvrage de jeunesse d'Augustin d'Hippone, De libero arbitrio (Traité du libre arbitre), écrit pour combattre le manichéisme. Il cite dans son De natura un passage du livre III du traité d'Augustin.
Le pélagianisme soutient que l'homme peut, par son seul libre arbitre, s'abstenir du péché. Il conteste le péché originel et affirme la doctrine des limbes pour les enfants morts sans baptême. En effet, pour le moine breton, les hommes ne doivent pas supporter le péché originel d'Adam - qui n'a nui qu'au seul Adam - dans leurs actions, et ne doivent donc pas se racheter à jamais. Pélage lui-même ne nie pas (bien qu'il la minimise) l'importance de la grâce divine, au contraire de certains de ses disciples. Henri Marrou a précisé que Pélage n'a pas rejeté par principe la grâce, mais l'a dénaturée en considérant que la première et la plus grande des grâces est le don du Créateur à l'homme de sa nature dont l'attribut majeur est la liberté. Ce faisant, Pélage faisait du Christ, non plus un rédempteur, mais un modèle extraordinaire. Et en insistant sur la nécessité de la lutte et de l'effort, sa doctrine se réduisait à un idéal de perfections évangéliques.

## Propagation puis opposition au Pélagianisme
En 410, Pélage fuit Rome saccagée par les Wisigoths pour Carthage, puis part en Orient. La doctrine essaime en Bretagne où elle est combattue, entre autres par Germain d'Auxerre, Saint Alpin et Loup de Troyes.

## Débats théologiques

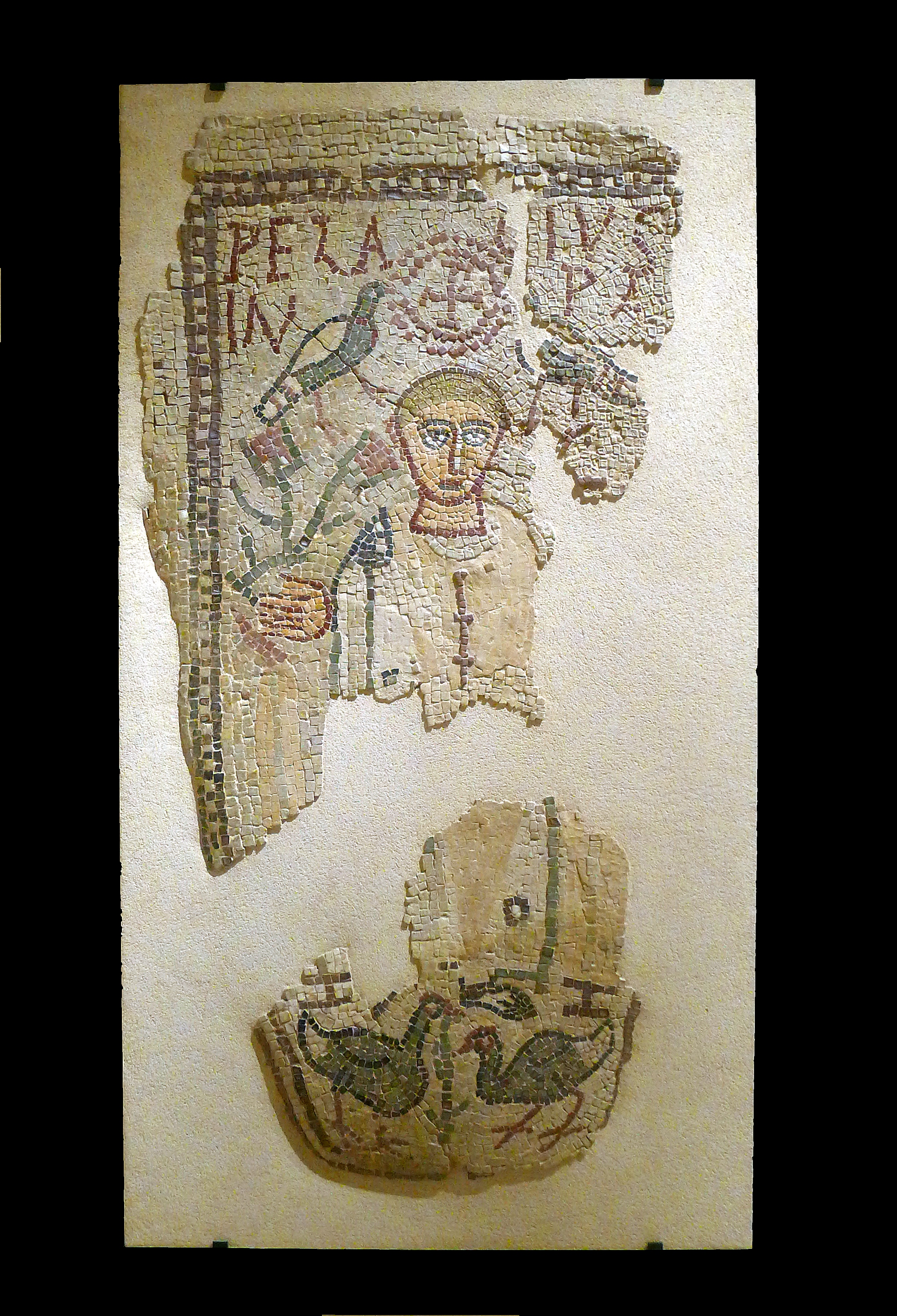
Mosaïque funéraire de Pelagius ; couvercle d’une tombe d’enfant (fin IVe s. – début Ve s. ap. J.-C) - Musée du Louvre.

Trois conciles se sont opposés à cette doctrine : le concile de Carthage de 411, le concile de Carthage de 418, et le concile d'Antioche en 424. Le Concile œcuménique d'Éphèse, en 431, condamne cette doctrine en dépit des correctifs que Pélage insère dans ses apologies.
Le pélagianisme subsiste jusqu'au VIe siècle. Il est surtout combattu par Augustin d'Hippone qui a tout fait pour que Pélage soit excommunié car il le considérait comme un disciple du manichéisme. Pour Saint Augustin, Pélage nie le caractère héréditaire du péché originel et fait perdre leur sens aux moyens de rédemption que sont la prière et l'intercession de l'Église. En 426, l’Église romaine excommunie Pélage.
Jean Cassien et Vincent de Lérins sont soupçonnés de pélagianisme, pour ne pas suivre en tout point la doctrine d'Augustin sur la grâce. Il a existé des désaccords entre l'Orient et l'Occident sur la manière de traiter ce problème. Ainsi, plusieurs théologiens blâment Augustin et soutiennent Cassien alors que Rome agit inversement quoique tous trois soient canonisés.
Le concile de Trente (1545-1563) publie un décret sur le péché originel lors de la 5e session le 17 juin 1546.
L'histoire du pélagianisme a été écrite par Gérard Vossius et le cardinal Noris (1673).
L'Église catholique a condamné le philosophe suisse Jean-Jacques Rousseau parce qu'elle estimait que, dans le Discours sur l'origine et les fondements de l'inégalité parmi les hommes, publié en 1755, il niait le péché originel et adhérait au pélagianisme.
Le pape Grégoire XVI a condamné le théologien allemand Georg Hermes en 1835 pour des positions pélagiennes.
Le théologien catholique Henri de Lubac a dénoncé le fait qu'à trop exalter le libre arbitre, on produit une « religion humaniste », croyante ou athée.[réf. nécessaire]
Le 27 juillet 2016, le pape François réaffirme la position de l'Église catholique sur ce sujet, ainsi que le 19 mars 2018 dans son exhortation apostolique Gaudete et exsultate, publiée le 9 avril 2018. Il la précise, le 19 juin 2023, dans sa lettre apostolique sur le quatrième centenaire de la naissance de Blaise Pascal.